# Taramount Film
Taramount Film је српска дистрибуцијска кућа која је започела са радом 21. априла 2004. године. Део је групације која својом дистрибутерском делатношћу покрива регион бивше Југославије и Албанију.
Ексклузивни је биоскопски дистрибутер америчких студија Universal и Paramount Pictures. Осим страних, дистрибуирао је и неколико домаћих филмова: Љубав и други злочини, Аги и Ема, Хитна помоћ, Ђавоља варош и Мали Будо. Филм Мали Будо уједно је и први ко-продуцентски подухват ове куће, а филм Технотајз - Пророк 1.0 је први продуцентски подухват.
Такође је издао неколико филмова преко DVD-ја које је и дистрибуирао: Пчелица Маја - Филм, Аги и Ема и Љубав и други злочини.